# Noalejo
Noalejo é um município da Espanha na província de Jaén, comunidade autónoma da Andaluzia, de área 50 km² com população de 2155 habitantes (2005) e densidade populacional de 43,78 hab/km².

## Demografia
| Variação demográfica do município entre 1991 e 2004 | Variação demográfica do município entre 1991 e 2004 | Variação demográfica do município entre 1991 e 2004 | Variação demográfica do município entre 1991 e 2004 |
| --------------------------------------------------- | --------------------------------------------------- | --------------------------------------------------- | --------------------------------------------------- |
| 1991                                                | 1996                                                | 2001                                                | 2004                                                |
| 2392                                                | 2408                                                | 2208                                                | 2173                                                |